# Mussonula fallax
Mussonula fallax är en snäckart som beskrevs av Stanisic 1990. Mussonula fallax ingår i släktet Mussonula och familjen Charopidae. Inga underarter finns listade i Catalogue of Life.